# Model I. Adelman
Model ten, obok modelu J. Bènarda, jest kolejnym modelem optymalnego rozwoju zasobów wykwalifikowanej siły roboczej, który stanowi próbę znalezienia pośredniego rozwiązania między „technologicznym” podejściem Tinbergena a rozwiązaniem zakładającym, że popyt na równe edukacyjne kategorie pracowników jest doskonale elastyczny. 
Jest to dynamiczny model programowania liniowego, obejmujący okres dwudziestoletni podzielony na cztery okresy. W odróżnieniu od modelu Bowlesa, zakłada podwójną klasyfikację siły roboczej; według grup zawodowych oraz według kategorii kształcenia. Nakłady na kształcenie siły roboczej optymalizowane są jednocześnie z inwestowaniem w majątek produkcyjny. Zadaniem modelu I. Adelman jest więc nie tyle podanie optymalnej liczny absolwentów każdego typu kształcenia, lecz również określenie jak najbardziej efektywnego ich wykorzystania w całej gospodarce. 
Mimo że generalny zarys systemu kształcenia zarówno u Bowlesa jak i u Adelman są podobne, w modelu Adelman bardzo wyraźnie określona jest rola absolwentów z wykształceniem niepełnym (tzw. Drop-outs). Bowles problem ten traktował jako zjawisko marginalne. Inną znaczącą różnicą jest to, iż Adelman przyjęła w swoim modelu z góry określony, 5-letni cykl kształcenia, co wymusza założenie, że również nabór do szkół odbywa się co pięć lat. 
Według tego modelu, optymalny program kształcenia powinien zapewniać minimum produkcji każdego przemysłu na potrzeby konsumpcyjne, nie może przekraczać określonych dla poszczególnych sektorów zdolności absorpcyjnej w zakresie inwestycji oraz nie może przekraczać pewnego maksimum eksportu określonego dla każdego przemysłu. 
Istotą optymalizacji rozmiarów i struktury kształcenia w tym modelu jest sposób powiązania poszczególnych sektorów gospodarczych z systemem kształcenia. Klasyfikacja siły roboczej ze względu na grupy zawodowe ma na celu wyrażenie popytu ze strony poszczególnych sektorów, natomiast ze względu na typ kształcenia określa podaż absolwentów na rynku pracy. Przedstawiciele różnych rodzajów kształcenia mogą wykonywać tę samą pracę, jednak z różną produktywnością co przekłada się na  zróżnicowany popyt na różne rodzaje siły roboczej. Związki między edukacyjną oraz nieedukacyjną częścią modelu Adelman charakteryzują się sprężeniami zwrotnymi, tzn. nie tylko struktura przemysłu wpływa na kształcenie; również przewidywana liczba kształcących się w poszczególnych typach szkół określa popyt systemu kształcenia np. na oszczędności. 
Model ten nie uwzględnia nakładów produkcji na kształcenie. 
Modyfikacją funkcji celu, w stosunku do modelu Bowlesa, jest dodanie do dochodu narodowego brutto skapitalizowanej wielkości społecznych korzyści z zainwestowania w kształcenie osiąganych poza horyzontem planu. 
Koncepcja optymalizacji rozwoju zasobów wykształcone siły roboczej według Adelman zawiera jednak szereg niejasności.
Po pierwsze, Adelman skrajnie różnie potraktowała inwestycje w kapitał ludzki i kapitał rzeczowy (Real capital). Kapitał ludzki wyceniany jest poprzez przyszłe korzyści z dzisiejszych inwestycji, natomiast kapitał rzeczowy jest pomijany. 
Inną dyskusyjną kwestią jest sposób wyceny strumienia korzyści poza horyzontem planu. Z trzech grup absolwentów autorka subiektywnie przyjmuje parametry określające tylko jedną z grup (mianowicie Workers) do konkretnych obliczeń. 
Część  badaczy tej teorii nie zgadza się również z przyjęciem założenia o substytucyjności różnych grup absolwentów wykonujących tę samą pracę. W rzeczywistości taka doskonała substytucyjność nie występuje.
Problem naturalnego ubytku różnych kategorii ludności został przez Adelman całkowicie pominięty. 
Mimo tych niedoskonałości, model I. Adelman jest modelem ważnym, gdyż był jednym z pierwszych prób skonstruowania modelu optymalizującego rozwój kształcenia z punktu widzenia potrzeb i możliwości gospodarki, a ekonomiczne efekty wykształcenia są uzależnione od określonych warunków ich zatrudnienia. Model ten wierniej oddaje rzeczywistość niż np. model J. Bowlesa. 
Źródło: "Polityka gospodarcza. Studia i przyczynki", pod redakcją naukową Jerzego Tarajkowskiego, Oficyna Wydawnicza Garmond, Poznań 2005